# Ernst Köpper
Ernst Köpper (* 28. Oktober 1893 in Hespe; † 25. Juli 1965 ebenda) war ein deutscher Politiker (SPD).

## Leben
Nach dem Besuch der Volksschule in Hespe war Köpper zunächst als Seemann tätig. Er nahm von 1914 bis 1918 als Soldat am Ersten Weltkrieg teil, arbeitete von 1918 bis zu seiner Entlassung aus dem Eisenbahndienst 1934 als Bahnwärter in Achum und wurde 1927 zum Oberbahnwärter befördert. Ab 1934 betrieb er eine Gastwirtschaft in Hespe.
Köpper war von 1919 bis 1923 stellvertretender Gemeindevorsteher und danach bis zum 6. April 1933, als er auf Anordnung des nationalsozialistisch dominierten Landesrates abgesetzt wurde, Gemeindevorsteher von Hespe. Im April 1929 rückte er für den ausgeschiedenen Abgeordneten Franz Reuther in den Landtag des Freistaates Schaumburg-Lippe nach, dem er bis 1931 angehörte.
Nach dem Zweiten Weltkrieg wurde Köpper im Mai 1945 von der britischen Militärregierung als Bürgermeister von Hespe eingesetzt. Diese Funktion übte er bis April 1961 aus, als sein jüngerer Bruder ihm im Amt nachfolgte.
Ernst Köpper war seit 1919 verheiratet.